# 吾依乡
吾依乡，是中华人民共和国四川省阿坝藏族羌族自治州壤塘县下辖的一个乡镇级行政单位。

## 行政区划
吾依乡下辖以下地区：
西西村、章腊村、卡龙村、吾伊村、修卡村和壤古村。